# Högnivåbeskrivning
En högnivåbeskrivning i någon form är en beskrivning som behandlar sitt ämne på en i någon mening abstrakt nivå. Motsatsen är normalt en lågnivåbeskrivning, som strävar efter att vara konkret och detaljerad.
En högnivåbeskrivning kan ofta ses beskriva ett objekt i termer av dess egenskaper, medan en lågnivåbeskrivning behandlar hur dessa egenskaper uppstår.